# Festa da Uva
La Festa da Uva es un evento gastronómico bianual en Caxias do Sul, Rio Grande do Sul, en el sur de Brasil. Surgido de la herencia y la cultura italianas, la Festa da Uva se celebra en febrero cada año impar. Durante la Festa da Uva, los pabellones de Caxias do Sul albergan alimentos y otros productos principalmente de Sudamérica, pero también de otras regiones del mundo. Los visitantes pueden probar los quesos, uvas y varios vinos brasileños. Las grandes multitudes también atraen a vendedores independientes que alquilan puestos para promocionar productos de temática local del sur del estado gaúcho.
La Festa da Uva está presidida por una Rainha (reina) y dos Princesas que deben competir en un concurso de belleza para ser votadas como tales. La primera vez que se nombró una Rainha fue en 1933. La Festa también alberga desfiles que pasan por la ciudad todas las noches. 

## Historia
La Festa da Uva comenzó en 1931 como un festival de la cosecha. La cosecha en Brasil cae en febrero / marzo ya que el país se encuentra en el hemisferio sur. El alcalde de Caxias do Sul en 1931, el coronel Miguel Muratore brindó a los organizadores el apoyo necesario para que la Festa se pusiera en marcha. La Festa se suspendió entre 1938 y 1949 debido a la inestabilidad económica en la ciudad y la región italiana circundante, debido en parte a los efectos de la Segunda Guerra Mundial y la prominencia del festival como promotor de la cultura italiana.
Tras el evento de 2019, se consideró celebrar la Festa otra vez en 2020 y organizarlo anualmente a partir de entonces. Según la presidenta de la comisión, Sandra Mioranzza, «existe un potencial económico para llevar un festival al público cada 12 meses, lo que abre el camino para la edición del próximo año, una posibilidad que ya se había considerado durante algún tiempo». Sin embargo, la edición de 2020 no llegó a tener lugar por la pandemia de COVID-19.